# Apprentissage expérientiel

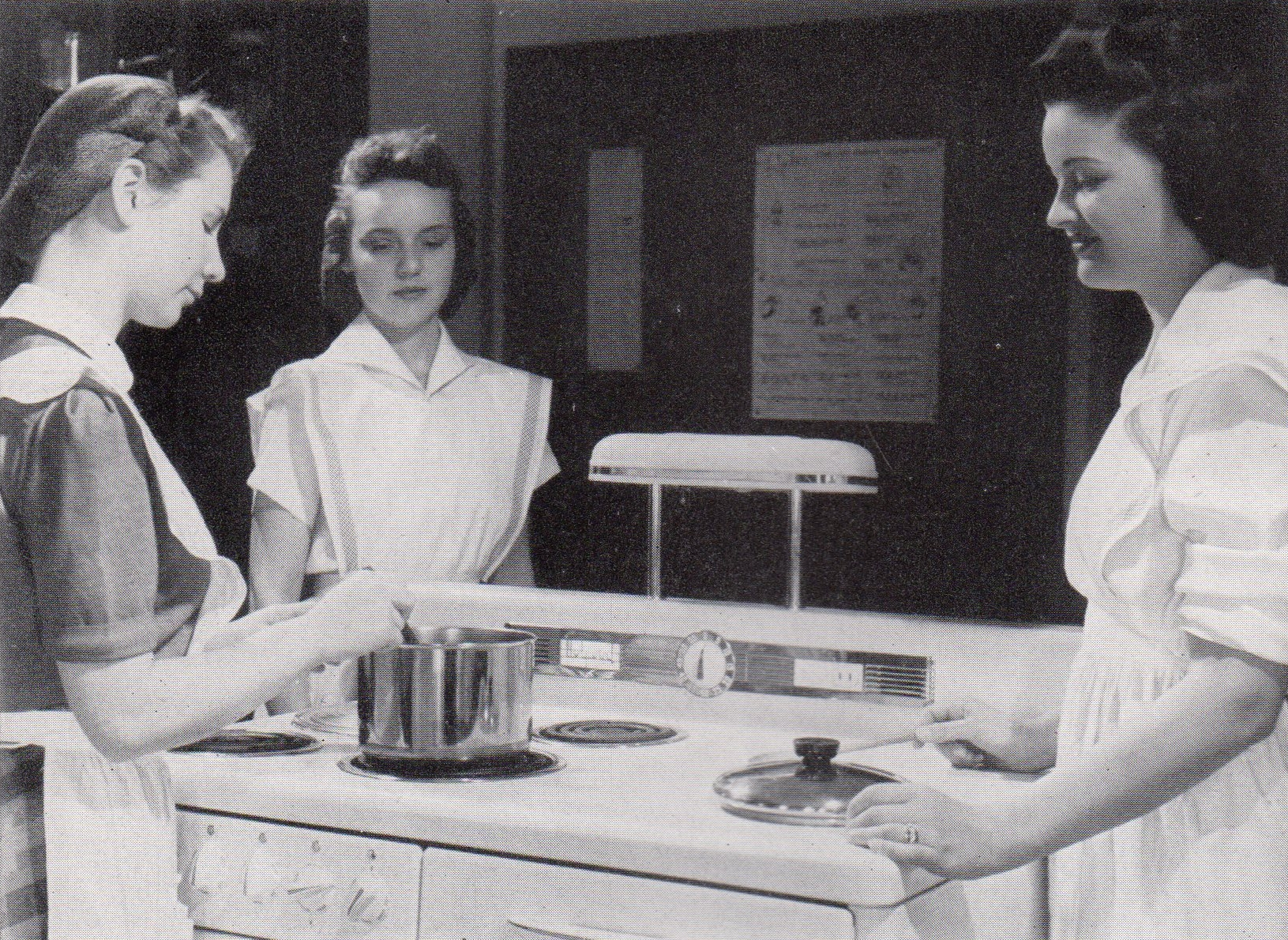
Étudiantes du Shimer College apprenant à cuisiner (1942).

L'apprentissage expérientiel est une méthode didactique d'apprentissage fondée sur l'expérience pratique ; de façon plus précise, il se définit comme « l'apprentissage par la réflexion sur l'action ». L’apprentissage pratique peut être considéré comme une forme d’apprentissage expérientiel, mais n’implique pas nécessairement que les étudiants réfléchissent à leur produit. L’apprentissage expérientiel se distingue des apprentissages par cœur ou didactique, dans lesquels l’apprenant joue un rôle relativement passif. Il est lié, mais non synonyme, à d'autres formes d'apprentissages actifs telles que l'apprentissage par l'action, l'apprentissage par l'aventure, l'apprentissage par le libre choix, l'apprentissage coopératif, l'apprentissage par le service et l'apprentissage situé.
Le concept général de l’apprentissage expérientiel est ancien. Vers 350 av. J.-C., Aristote écrivait dans le livre II de l'Éthique à Nicomaque « car les choses que nous devons apprendre avant de pouvoir les faire, nous les apprenons en les faisant ». Cependant, en tant qu’approche pédagogique articulée, l’apprentissage expérientiel est beaucoup plus récent. À partir des années 1970, David A. Kolb a contribué au développement de la théorie moderne de l'apprentissage expérientiel, en s'appuyant largement sur les travaux de John Dewey, Kurt Lewin et Jean Piaget.

## Éléments
Selon David Kolb, les connaissances s’acquièrent continuellement grâce à des expériences personnelles et environnementales. Kolb affirme que pour acquérir une véritable connaissance à partir d’une expérience, l’apprenant doit posséder quatre capacités :
- L'apprenant doit être prêt à s'impliquer activement dans l'expérience ;
- L'apprenant doit être capable de réfléchir sur l'expérience ;
- L'apprenant doit posséder et utiliser des compétences analytiques pour conceptualiser l'expérience ; et
- L'apprenant doit posséder des compétences en matière de prise de décision et de résolution de problèmes afin d'utiliser les nouvelles idées acquises grâce à l'expérience.

L'apprentissage expérientiel nécessite une initiative personnelle, une « intention d'apprendre » et une « phase active d'apprentissage ». Le cycle d'apprentissage expérientiel de Kolb peut être utilisé comme cadre pour considérer les différentes étapes impliquées. Jennifer A. Moon a développé ce cycle pour affirmer que l'apprentissage expérientiel était plus efficace lorsqu'il impliquait : 1) une « phase d'apprentissage réflexif » 2) une phase d'apprentissage résultant des actions inhérentes à l'apprentissage expérientiel, et 3) « une phase supplémentaire phase d'apprentissage à partir du feedback ». Ce processus d'apprentissage peut entraîner « des changements dans le jugement, les sentiments ou les compétences » pour l'individu et peut ainsi fournir une orientation pour « la prise de jugements comme guide pour le choix et l'action ».

## Avantages
- Possibilité de découvrir concrètement le monde réel : par exemple, les étudiants qui se spécialisent en chimie peuvent avoir la possibilité d'interagir avec l'environnement chimique. Les apprenants qui souhaitent devenir des hommes d’affaires auront l’opportunité d’expérimenter le poste de manager.
- Amélioration des performances au travail : par exemple, les chauffeurs de bus municipaux formés via une formation par simulation haute fidélité (au lieu d'une simple formation en classe) ont montré une diminution significative des accidents et de la consommation de carburant[12].
- Opportunités de créativité : il existe toujours plusieurs solutions à un problème dans le monde réel. Les étudiants auront une meilleure chance d’apprendre cette leçon lorsqu’ils auront l’occasion d’interagir avec des expériences de la vie réelle[13].

## Théoriciens et personnalités liées
- Jean-Marc Gaspard Itard
- Édouard Séguin
- Johann Heinrich Pestalozzi
- Friedrich Fröbel
- John Dewey
- Paulo Freire
- Kurt Hahn
- David A. Kolb
- Maria Montessori
- Jean Piaget
- Carl Rogers
- Rudolf Steiner
- Emile Jaques-Dalcroze